# Rã-leopardo
Rã-leopardo (às vezes chamada de rã do campo) refere-se a qualquer das 14 espécies pertencentes ao gênero rana.  Geralmente, estas rãs possuem cor verde com proeminentes manchas pretas, uma textura análoga à de um leopardo. Distinguem-se pela sua distribuição em imperceptíveis espaços ecológicos e pelas suas características comportamentais, genéticas e morfológicas. O seu habitat estende-se por toda a região temperada e subtropical da América do Norte, abrangendo o norte do México, sendo que algumas das espécies são encontradas também no sul.

## Taxonomia
Rãs-leopardo (rãs do campo), assim como a rã-touro-americana e outras, são agrupadas frequentemente como pertencentes ao gênero Lithobates. Contudo, este mesmo género não é reconhecido, pela maioria dos ciêntistas, como um género rana.

## Espécies
- Rana berlandieri
- Rana blairi
- Rana chiricahuensis
- Rana fisheri
- Rana magnaocularis
- Rana miadis
- Rana neovolcanica
- Rana omiltemana
- Rana onca
- Rana pipiens
- Rana sphenocephala
- Rana subaquavocalis
- Rana tlaloci
- Rana yavapaiensis

Em março de 2012, foi anunciado que testes de DNA confirmaram que uma nova espécie de rã-leopardo havia sido encontrada,  perto do Yankee Stadium em Nova York, ao norte da cidade de Nova Jersey, no sudeste do continente de Nova York, e em Staten Island. A nova espécie ainda está sem nome, fazendo parte de um complexo numero de espécies e que foram distinguidas pelo seu coaxar, que é curto e repetitivo, distinta da "risada rápida" ou "longo ronco" das outras espécies de rã-leopardo.